# Niccolò Longobardo

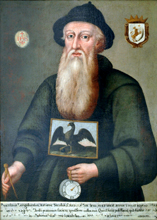
Niccolò Longobardo

Niccolò Longobardo (manchmal auch Longobardi oder Langobardo; chinesischer Name: 龍華民(龙华民) Lóng Huámín, Großjährigkeitsname: 精華 (精华) Jīnghuá; * 1565 in Caltagirone, Sizilien; † 1654 in Peking) war einer der ersten Jesuiten der Chinamission des 16. und 17. Jahrhunderts. Bekannt ist der gebürtige Sizilianer vor allem aufgrund seiner kritischen Haltung gegenüber der Akkommodationsmethode Matteo Riccis, dem wohl berühmtesten Oberen der Jesuiten in China. 

## Leben
Von 1610 an war Longobardo Nachfolger Riccis als Oberer der Chinamission, eine Position, die er 1622 an Manuel Dias d.J. abtrat. Im Jahre 1623, dreizehn Jahre nach Riccis Tod, verfasste er eine Abhandlung mit dem Titel De Confucio ejusque doctrina tractatus, die – ursprünglich lediglich für jesuitisches Publikum gedacht – die konfuzianisch-christlich synkretistischen Annäherungen der Befürworter Riccis, auf Basis einer Analyse neokonfuzianischen Gedankenguts anzugreifen und zu demontieren suchte. Wohl durch Zufall gelangte diese Schrift, die eigentlich bereits 1629 von Visitator André Palmeiro zerstört und verboten worden war, später in die Hände des Franziskanermissionars Antonio Caballero, welcher sie im Jahre 1669 im Rahmen einer Konferenz in Kanton an den Dominikaner Domingo Navarrete weitergab. Durch diesen gelangte die Abhandlung nach Europa, wo sie zunächst ins Spanische, später von Missionaren der Missions Etrangères de Paris ins Französische übertragen wurde und schließlich im 18. Jahrhundert anlässlich des Ritenstreits gegen die Jesuiten verwendet wurde. Auch Leibniz nahm im Rahmen seiner Beschäftigung mit den chinesischen Hexagrammen die Schrift Longobardos zur Kenntnis und kommentierte sie.
Longobardo war der älteste Überlebende der ersten Generation der jesuitischen Chinamissionare. Auf ihn gingen, unter anderem, die umfangreichen Sammlungen der Nantang Bibliothek zurück, sowie die Rekrutierung einiger wichtiger Astronomen und Mathematiker für den chinesischen Kaiserhof. Während der Übergangsphase, von der Ming-Dynastie zur Qing-Dynastie, wurde er aufgrund seiner Kontakte zu ranghohen Persönlichkeiten aus der letzten Kaiserfamilie der Ming arretiert und verbrachte einige Zeit in einem Gefängnis in Peking. Später jedoch gelang es ihm – auch durch die Stellung Schall von Bells am Hof der Manjuren – gute Beziehungen zum Shunzhi-Kaiser aufzubauen, der nach Longobardos Tod sogar Geld für dessen Begräbnis zur Verfügung stellte.
Zusätzlich zu theologischen Werken schrieb Longobardo auch eine Abhandlung über Erdbeben und eine Biographie des Josaphat, die in der Sekundärliteratur als bemerkenswert verzeichnet wird, da sie eine Art christianisierte Form des Lebens des Buddha darstellt.